# Alvise Vivarini
Alvise Vivarini, född omkring 1445 i Murano, död omkring 1503 i Venedig, var en italiensk målare under renässansen. Han var son till Antonio Vivarini och brorson till Bartolomeo Vivarini och far till Hermonia Vivarini.
Från 1488 deltog han i utsmyckningen av den stora rådssalen i Dogepalatset. Under sina sista decennier rönte han starkt inflytande från den också i Dogepalatset verksamme Giovanni Bellini. Flera verk tidigare tillskrivna Bellini har senare visat sig målade av Vivarini.

## Bildgalleri

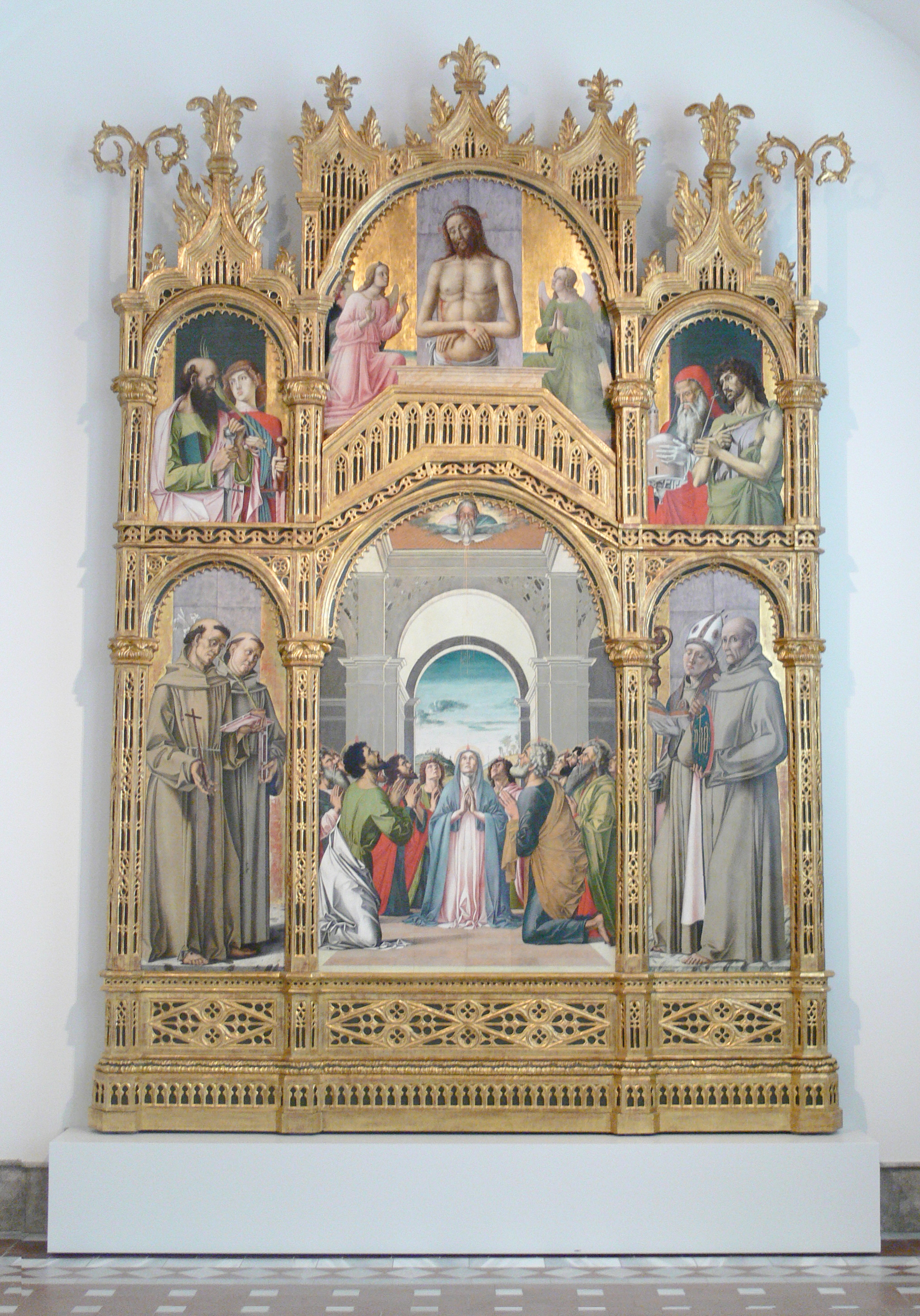
Pingsten. (1478)
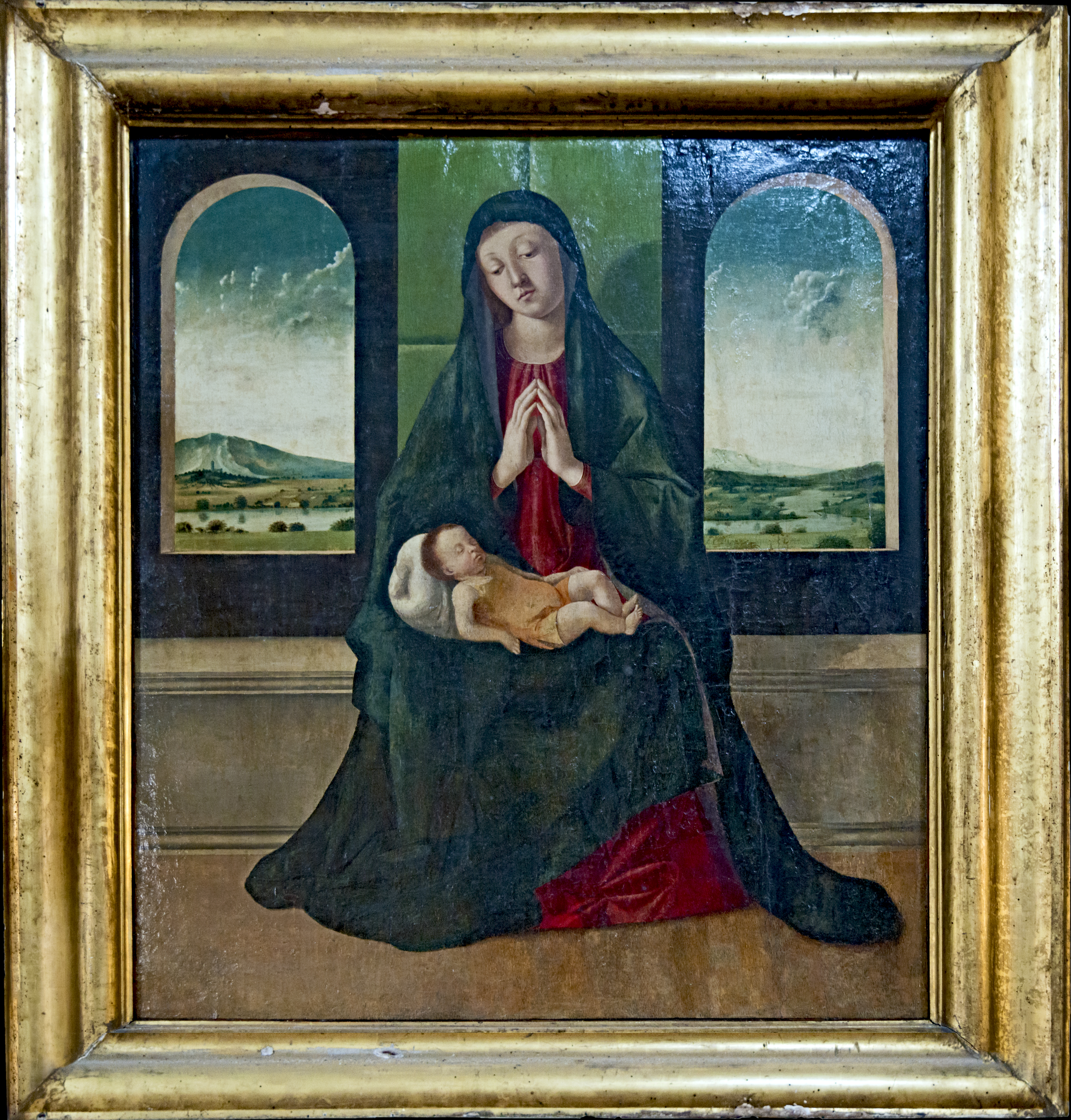
Madonnan och Barnet (1485–1590).
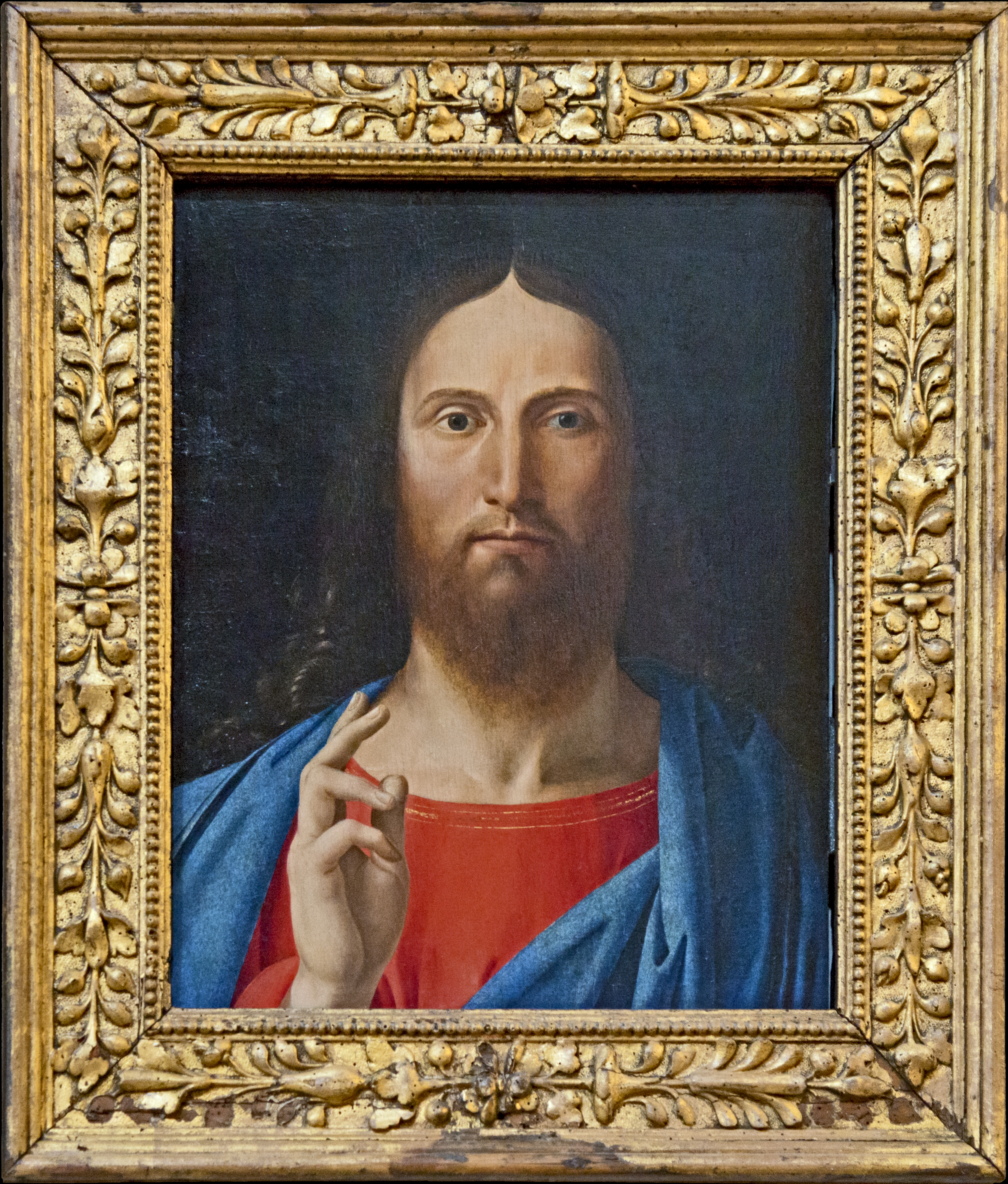
Den välsignande Kristus (1494).
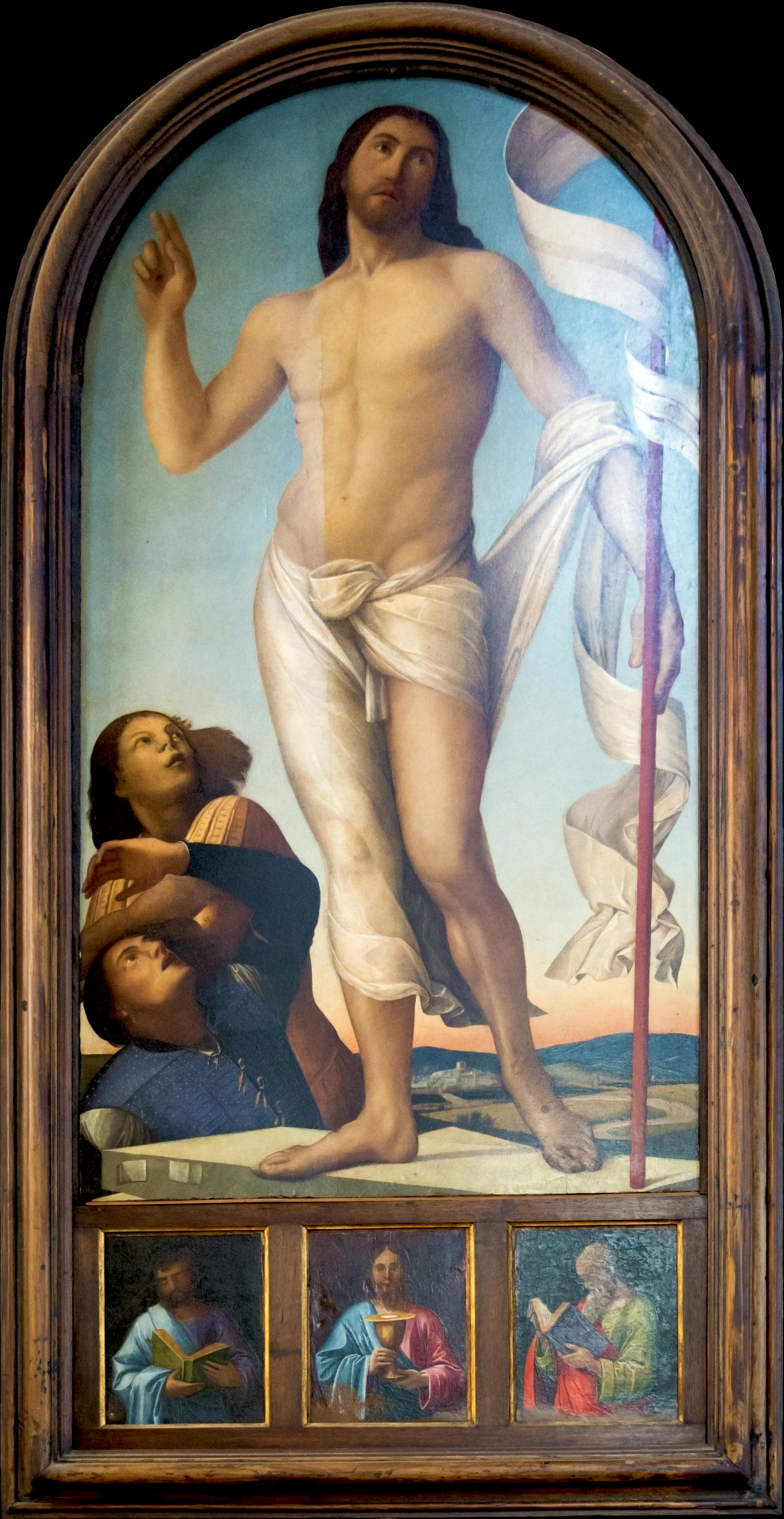
Den uppståndne Kristus (1497–1498).
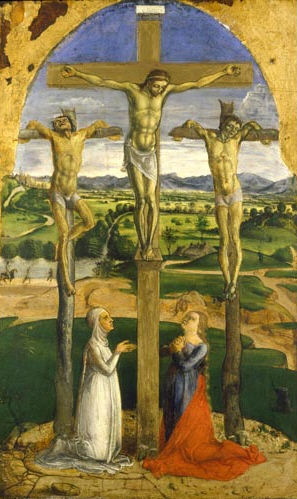
Crucifixion